# Чарлз Шалий-Лонг
Чарлз Шалий-Лонг (на английски: Charles Chaillé-Long), или (четено на френски) Шарл Шайе-Лонг, е американски армейски офицер и изследовател на Африка от френски произход.

## Ранни години (1842 – 1869)
Роден е на 2 юли 1842 година в Мериленд, САЩ, в емигрантско френско семейство. Взема участие в Гражданската война (1861 – 1865), като се сражава в битката при Гетисбърг и в края на войната е вече с чин капитан.

## Служба в Африка (1869 – 1877)
След Гражданската войната около 50 ветерани от двете страни на войната са помолени да служат в Египет. През 1869 г., Чарлз с чин подполковник е назначен в гранична комисия от страна на египетската армия и през 1870 пристига в Судан, където служи под ръководството на губернатора Чарлз Гордън.
През 1874, вече като полковник е натоварен от губернатора с дипломатическа мисия в Уганда за подписване на договор с краля на Буганда Мутеса I. На 24 април 1874 тръгва от Гондокоро (Джуба) на юг. След два месеца достига областта на север от езерото Виктория и изследва северния бряг на езерото, на изток и запад от залива Мърчисън. Справя се успешно с възложената мисия, тъй като Мутеса I е заинтересован за съюз с египетските власти, като разчита на тях в борбата си с управителя на кралство Буньоро. Получава разрешение от Мутеса I да се върне в Судан не по обичайния сухоземен маршрут, а по воден път. Спуска по река Виктория-Нил и на 11 август 1874 открива езерото Кьога (2590 км2). След това експедицията е нападната от воините на Буньоро, но успява да отблъсне нападението и през октомври се завръща в Гондокоро. В схватката с африканците Шалий-Лонг е ранен в лицето.
В началото на 1875 изследва областта на запад от река Бахр ел Джебел (Бели Нил), а през 1875 – 1876 провежда изследване на долното течение на река Джуба в Сомалия. Двегодишното си пребиваване в Африка описва в книгата: „Central Africa“ (London, 1876).

## Следващи години (1877 – 1917)
През 1877 се завръща в САЩ и записва право в колеж в Колумбия. Завършва през 1880 г. и става адвокат по международно право и преподава в Париж. През 1881 в началото на Махдитската война е посланик в американското консулство в Александрия, Египет. Той отваря консулството за бежанци от други народи и в резултат спасява много човешки животи.
От 1887 за известно време е посланик на САЩ в Корея. През 1909 е награден със сребърен медал на Американското географско дружество.
Умира на 24 март 1917 година във Вирджиния Бийч на 74-годишна възраст. Погребан е в Националното гробище в Арлингтън.

## Трудове
- „Central Africa: Naked Truths of Naked People“ (1876)
- „The Three Prophets“ (1884)
- „Les Sources du Nil“ (1891)
- „L'Égypte et ses provinces perdues“ (1892)
- „La Corée ou Tschösen“ (1894)
- „My Life in Four Continents“ (1912)